# Jatibening Baru
Jatibening Baru is een bestuurslaag in het regentschap Kota Bekasi van de provincie West-Java, Indonesië. Jatibening Baru telt 44.700 inwoners (volkstelling 2010).